# Copa da Alemanha de Futebol de 2022–23
A DFB-Pokal de 2022–23 foi a 80ª temporada anual da Copa da Alemanha. Começou em 29 de julho de 2022 e terminou no dia 3 de junho de 2023 no Estádio Olímpico de Berlim, um local neutro, que sediou a final da copa desde 1985.
O RB Leipzig é o atual campeão, depois de ter vencido o Freiburg na temporada passada.
O vencedor da Copa da Alemanha recebe a qualificação automática para a fase de grupos da edição 2023–24 da Liga Europa. Se o campeão já estiver classificado para a Liga dos Campeões da UEFA através de uma posição na Bundesliga, a vaga vai para o time da sexta colocação. O vencedor também sediará a edição 2023 da Supercopa da Alemanha no início da próxima temporada e enfrentará o campeão da Bundesliga de 2022–23.

## Calendário
Todos os sorteios geralmente se realizam no Museu de Futebol da Alemanha em Dortmund, num domingo à noite após cada fase (a menos que se indique o contrário). Os sorteios serão televisionados pela Sportschau, difundida pelo canal Das Erste, da ARD. A partir das quartas de final, o sorteio da Copa Feminina será realizado ao mesmo tempo. As diferentes fases foram programadas da seguinte forma:
| Fase             | Data de sorteio         | Data das partidas                                           |
| ---------------- | ----------------------- | ----------------------------------------------------------- |
| Primera fase     | 29 de maio de 2022      | 29 de julho-31 de agosto de 2022                            |
| Segunda fase     | 4 de setembro de 2022   | 18-9 de outubro de 2022                                     |
| Oitavas de final | 23 de outubro de 2022   | 31 de janeiro-8 de fevereiro de 2023                        |
| Quartas de final | 12 de fevereiro de 2023 | 4–5 de abril de 2023                                        |
| Semifinais       | 9 de abril de 2023      | 2-3 de maio de 2023                                         |
| Final            | 9 de abril de 2023      | 3 de junho de 2023 no Estádio Olímpico de Berlim, em Berlim |

## Clubes participantes
Os seguintes times participam da competição nesta temporada:
| Bundesliga 18 clubes da temporada 2021–22 | 2. Bundesliga 18 clubes da temporada 2021–22 | 3. Liga Os 4 clubes com melhor campanha na temporada 2021–22 |
| - Arminia Bielefeld - Augsburg - Bayer Leverkusen - Bayern de Munique - Bochum - Borussia Dortmund - Borussia Mönchengladbach - Eintracht Frankfurt - Freiburg - Greuther Fürth - Hertha Berlim - Hoffenheim - Köln - Mainz 05 - RB Leipzig - Stuttgart - Union Berlin - Wolfsburg | - Darmstadt 98 - Dynamo Dresden - Erzgebirge Aue - Fortuna Düsseldorf - Hamburgo - Hannover 96 - Hansa Rostock - Heidenheim - Holstein Kiel - Ingolstadt - Jahn Regensburg - Karlsruher - Nürnberg - Paderborn - Sandhausen - Schalke 04 - St. Pauli - Werder Bremen | - Eintracht Braunschweig - Kaiserslautern - Magdeburg - 1860 München |
| Representantes das associações regionais 24 representantes de 21 associações regionais da DFB. | | |
| Baden - Waldhof Mannheim Baviera - FV Illertissen (VC) - Bayreuth (VL) Berlim - Viktoria Berlin Brandemburgo - Energie Cottbus Bremen - Bremer Hamburgo - Teutonia Ottensen Hesse - Kickers Offenbach                                                                              | Baixa Renânia - SV Straelen Baixa Saxônia - Schwarz-Weiß Rehden (3L/RL) - Blau-Weiß Lohne (Am.) Mecklemburgo-Pomerânia Ocidental - TSG Neustrelitz Renânia do Meio - Viktoria Köln Renânia-Palatinado - Engers Sarre - Elversberg Saxônia - Chemnitzer               | Saxônia-Anhalt - Einheit Wernigerode Eslésvico-Holsácia - Lübeck Baden-Württemberg (sul) - SV Oberachern Sudoeste - Schott Mainz Turíngia - Carl Zeiss Jena Vestfália - SV Rödinghausen (VC) - 1. FC Kaan-Marienborn (RL) Württemberg - Stuttgarter Kickers |

## Primeira fase
O sorteio para a primeira fase foi realizado em 29 de maio de 2022, com Kevin Großkreutz sorteando os confrontos. 32 partidas foram disputadas, sendo 30 sendo realizadas de 29 de julho a 1 de agosto de 2022, e as outras duas nos dias 30 e 31 de agosto.
| Equipe 1               | Resultado       | Equipe 2                 |
| ---------------------- | --------------- | ------------------------ |
| TSG Neustrelitz        | 0–8             | Karlsruher               |
| 1. FC Kaan-Marienborn  | 0–2             | Nürnberg                 |
| Dynamo Dresden         | 0–1             | Stuttgart                |
| 1860 Munich            | 0–3             | Borussia Dortmund        |
| Viktoria Berlin        | 0–3             | Bochum                   |
| SV Straelen            | 3–4             | St. Pauli                |
| Elversberg             | 4–3             | Bayer Leverkusen         |
| Jahn Regensburg        | 2–2 (4–3) (pen) | Köln                     |
| FV Illertissen         | 0–2             | Heidenheim               |
| VfB Lübeck             | 1–0             | Hansa Rostock            |
| Bayreuth               | 1–3 (pro)       | Hamburgo                 |
| Einheit Wernigerode    | 0–10            | Paderborn                |
| Stuttgarter Kickers    | 2–0             | Greuther Fürth           |
| Kickers Offenbach      | 1–4             | Fortuna Düsseldorf       |
| Carl Zeiss Jena        | 0–1             | Wolfsburg                |
| Schwarz-Weiß Rehden    | 0–4             | Sandhausen               |
| Bremer                 | 0–5             | Schalke 04               |
| Kaiserslautern         | 1–2 (pro)       | Freiburg                 |
| SV Oberachern          | 1–9             | Borussia Mönchengladbach |
| Blau-Weiß Lohne        | 0–4             | Augsburg                 |
| Schott Mainz           | 0–3             | Hannover 96              |
| Engers                 | 1–7             | Arminia Bielefeld        |
| SV Rödinghausen        | 0–2             | Hoffenheim               |
| Eintracht Braunschweig | 4–4 (6–5) (pen) | Hertha Berlim            |
| Erzgebirge Aue         | 0–3             | Mainz 05                 |
| Waldhof Mannheim       | 0–0 (5–3) (pen) | Holstein Kiel            |
| Chemnitzer             | 1–2 (pro)       | Union Berlin             |
| Energie Cottbus        | 1–2             | Werder Bremen            |
| Ingolstadt             | 0–3             | Darmstadt 98             |
| Magdeburg              | 0–4             | Eintracht Frankfurt      |
| Teutonia Ottensen      | 0–8             | RB Leipzig               |
| Viktoria Köln          | 0–5             | Bayern de Munique        |

## Segunda fase
O sorteio para a segunda fase foi realizado em 4 de setembro de 2022, com Josia Topf sorteando os confrontos. As 16 partidas foram disputadas nos dias 18 e 19 de outubro de 2022.
| Equipe 1               | Resultado       | Equipe 2                 |
| ---------------------- | --------------- | ------------------------ |
| Lübeck                 | 0–3             | Mainz 05                 |
| Stuttgarter Kickers    | 0–2             | Eintracht Frankfurt      |
| Waldhof Mannheim       | 0–1             | Nürnberg                 |
| RB Leipzig             | 4–0             | Hamburgo                 |
| Elversberg             | 0–1             | Bochum                   |
| Eintracht Braunschweig | 1–2             | Wolfsburg                |
| Hoffenheim             | 5–1             | Schalke 04               |
| Darmstadt 98           | 2–1             | Borussia Mönchengladbach |
| Hannover 96            | 0–2             | Borussia Dortmund        |
| Freiburg               | 2–1 (pro)       | St. Pauli                |
| Sandhausen             | 2–2 (8–7) (pen) | Karlsruher               |
| Paderborn              | 2–2 (5–4) (pen) | Werder Bremen            |
| Augsburg               | 2–5             | Bayern de Munique        |
| Stuttgart              | 6–0             | Arminia Bielefeld        |
| Union Berlin           | 2–0             | Heidenheim               |
| Jahn Regensburg        | 0–3             | Fortuna Düsseldorf       |

## Fase Final

### Chaveamento
|  | Oitavas de final    | Oitavas de final    |   |                     | Quartas de final | Quartas de final |  |           | Semifinais | Semifinais |  |            | Final | Final |
|  |                     |                     |   |                     |                  |                  |  |           |            |            |  |            |       |       |
|  | Mainz 05            | 0                   |   |                     |                  |                  |  |           |            |            |  |            |       |       |
|  | Bayern de Munique   | 4                   |   |                     |                  |                  |  |           |            |            |  |            |       |       |
|  | Bayern de Munique   | 4                   |   | Bayern de Munique   | 1                |                  |  |           |            |            |  |            |       |       |
|  |                     |                     |   | Bayern de Munique   | 1                |                  |  |           |            |            |  |            |       |       |
|  |                     | Freiburg            | 2 |                     |                  |                  |  |           |            |            |  |            |       |       |
|  | Sandhausen          | Freiburg            | 2 | 0                   |                  |                  |  |           |            |            |  |            |       |       |
|  | Sandhausen          |                     |   | 0                   |                  |                  |  |           |            |            |  |            |       |       |
|  | Freiburg            | 2                   |   |                     |                  |                  |  |           |            |            |  |            |       |       |
|  | Freiburg            | 2                   |   |                     |                  |                  |  | Freiburg  | 1          |            |  |            |       |       |
|  |                     |                     |   |                     |                  |                  |  | Freiburg  | 1          |            |  |            |       |       |
|  |                     | RB Leipzig          | 5 |                     |                  |                  |  |           |            |            |  |            |       |       |
|  | RB Leipzig          | RB Leipzig          | 5 | 3                   |                  |                  |  |           |            |            |  |            |       |       |
|  | RB Leipzig          |                     |   | 3                   |                  |                  |  |           |            |            |  |            |       |       |
|  | Hoffenheim          | 1                   |   |                     |                  |                  |  |           |            |            |  |            |       |       |
|  | Hoffenheim          | 1                   |   | RB Leipzig          | 2                |                  |  |           |            |            |  |            |       |       |
|  |                     |                     |   | RB Leipzig          | 2                |                  |  |           |            |            |  |            |       |       |
|  |                     | Borussia Dortmund   | 0 |                     |                  |                  |  |           |            |            |  |            |       |       |
|  | Bochum              | Borussia Dortmund   | 0 | 1                   |                  |                  |  |           |            |            |  |            |       |       |
|  | Bochum              |                     |   | 1                   |                  |                  |  |           |            |            |  |            |       |       |
|  | Borussia Dortmund   | 2                   |   |                     |                  |                  |  |           |            |            |  |            |       |       |
|  | Borussia Dortmund   | 2                   |   |                     |                  |                  |  |           |            |            |  | RB Leipzig | 2     |       |
|  |                     |                     |   |                     |                  |                  |  |           |            |            |  | RB Leipzig | 2     |       |
|  |                     | Eintracht Frankfurt | 0 |                     |                  |                  |  |           |            |            |  |            |       |       |
|  | Nürnberg            | Eintracht Frankfurt | 0 | 1(5)                |                  |                  |  |           |            |            |  |            |       |       |
|  | Nürnberg            |                     |   | 1(5)                |                  |                  |  |           |            |            |  |            |       |       |
|  | Fortuna Düsseldorf  | 1(3)                |   |                     |                  |                  |  |           |            |            |  |            |       |       |
|  | Fortuna Düsseldorf  | 1(3)                |   | Nürnberg            | 0                |                  |  |           |            |            |  |            |       |       |
|  |                     |                     |   | Nürnberg            | 0                |                  |  |           |            |            |  |            |       |       |
|  |                     | Stuttgart           | 1 |                     |                  |                  |  |           |            |            |  |            |       |       |
|  | Paderborn           | Stuttgart           | 1 | 1                   |                  |                  |  |           |            |            |  |            |       |       |
|  | Paderborn           |                     |   | 1                   |                  |                  |  |           |            |            |  |            |       |       |
|  | Stuttgart           | 2                   |   |                     |                  |                  |  |           |            |            |  |            |       |       |
|  | Stuttgart           | 2                   |   |                     |                  |                  |  | Stuttgart | 2          |            |  |            |       |       |
|  |                     |                     |   |                     |                  |                  |  | Stuttgart | 2          |            |  |            |       |       |
|  |                     | Eintracht Frankfurt | 3 |                     |                  |                  |  |           |            |            |  |            |       |       |
|  | Eintracht Frankfurt | Eintracht Frankfurt | 3 | 4                   |                  |                  |  |           |            |            |  |            |       |       |
|  | Eintracht Frankfurt |                     |   | 4                   |                  |                  |  |           |            |            |  |            |       |       |
|  | Darmstadt 98        | 2                   |   |                     |                  |                  |  |           |            |            |  |            |       |       |
|  | Darmstadt 98        | 2                   |   | Eintracht Frankfurt | 2                |                  |  |           |            |            |  |            |       |       |
|  |                     |                     |   | Eintracht Frankfurt | 2                |                  |  |           |            |            |  |            |       |       |
|  |                     | Union Berlin        | 0 |                     |                  |                  |  |           |            |            |  |            |       |       |
|  | Union Berlin        | Union Berlin        | 0 | 2                   |                  |                  |  |           |            |            |  |            |       |       |
|  | Union Berlin        |                     |   | 2                   |                  |                  |  |           |            |            |  |            |       |       |
|  | Wolfsburg           | 1                   |   |                     |                  |                  |  |           |            |            |  |            |       |       |

### Oitavas de final
O sorteio para as oitavas de final foi realizado em 23 de outubro de 2022, com Maria Asnaimer sorteando os confrontos. As 8 partidas foram disputadas entre os dias 31 de janeiro e 8 de fevereiro de 2023.
| Equipe 1            | Resultado  | Equipe 2           |
| ------------------- | ---------- | ------------------ |
| Paderborn           | 1–2        | Stuttgart          |
| Union Berlin        | 2–1        | Wolfsburg          |
| RB Leipzig          | 3–1        | Hoffenheim         |
| Mainz 05            | 0–4        | Bayern de Munique  |
| Sandhausen          | 0–2        | Freiburg           |
| Eintracht Frankfurt | 4–2        | Darmstadt 98       |
| Nürnberg            | 1–1 (5–3p) | Fortuna Düsseldorf |
| Bochum              | 1–2        | Borussia Dortmund  |

### Quartas de final
O sorteio para as quartas de final foi realizado em 19 de fevereiro de 2023, com Jacqueline Meißner sorteando os confrontos. As 4 partidas foram disputadas entre os dias 4 e 5 de abril de 2023.
| Equipe 1            | Resultado | Equipe 2          |
| ------------------- | --------- | ----------------- |
| Eintracht Frankfurt | 2–0       | Union Berlin      |
| Bayern de Munique   | 1–2       | Freiburg          |
| Nürnberg            | 0–1       | Stuttgart         |
| RB Leipzig          | 2–0       | Borussia Dortmund |

### Semifinais
O sorteio para as semifinais foi realizado em 9 de abril de 2023, com Alfreð Gíslason sorteando os confrontos. As duas partidas foram disputadas entre os dias 2 e 3 de maio de 2023.
| Equipe 1  | Resultado | Equipe 2            |
| --------- | --------- | ------------------- |
| Freiburg  | 1–5       | RB Leipzig          |
| Stuttgart | 2–3       | Eintracht Frankfurt |

### Final
A final foi disputada no Estádio Olímpico de Berlim, em Berlim.
| 03 de junho de 2023 | RB Leipzig                  | 2 – 0     | Eintracht Frankfurt | Estádio Olímpico, Berlim                |
| 20:00 (UTC+2)       | Nkunku 71' · Szoboszlai 85' | Relatório |                     | Público: 74 667 Árbitro: Daniel Siebert |

## Premiação
| Copa da Alemanha de 2022–23       |
| --------------------------------- |
| RB Leipzig Bicampeão (2.º título) |